# Рэндзи Абараи
Рэндзи Абараи (яп. 阿散井 恋次 Абараи Рэндзи, Abarai Renji) — персонаж аниме и манги «Блич», созданной Тайто Кубо. Его озвучивает Кэнтаро Ито.
Рэндзи — лейтенант 6-го отряда проводников душ и стремится превзойти своего капитана Бякую Кучики, хотя последний постоянно напоминает ему о том, что это невозможно. Занял свой пост сравнительно недавно: до того, как отправиться на поиски Рукии, он был всего лишь офицером, став лейтенантом во время событий, происходивших с Рукией и Ичиго Куросаки в мире живых. Постоянно спорит с Ичиго, по любому поводу и даже без него. Рэндзи — друг детства Рукии, они вместе выросли на улицах Руконгая, а позже вместе учились в академии проводников душ, где судьба отделила их друг от друга, когда Рукию пригласили в знатный клан Кучики. Рэндзи до сих пор очень дорожит этой дружбой. В конце манги женится на Рукии, так же у них есть дочь Ичика.

## Описание персонажа
О настоящей семье Рэндзи ничего не известно. Семью ему заменили его друзья — такие же сироты и беспризорники как он сам, жившие в Западном Руконгае. Самым близким другом ему стала Рукия Кучики — новенькая в их компании. Нередко их отношения перерастали в соперничество, особенно когда выяснилось, что у них обоих достаточно сильная духовная энергия для того, чтобы стать проводниками душ. После смерти остальных друзей, Рэндзи вместе с Рукией поступил в Академию проводников душ. Учился драться у Мадарамэ Икакку
Во время обучения в академии проводников душ, Рукия была приглашена в клан Кучики, после чего они не могли больше оставаться друзьями из-за классовой разницы между ними. После этого главной целью для себя Рэндзи считает превосходство над своим капитаном, Бякуей Кучики, в боевом умении.
Помимо Рукии в академии Рэндзи нашёл новых друзей и товарищей, а именно своих одноклассников, будущих сослуживцев 5 отряда, Хинамори Момо и Идзуру Кира. С ними Рэндзи соперничал до инцидента на тренировке в реальном мире, где их заметил Соскэ Айдзэн.
После завершения обучения в академии, Рэндзи становится одним из офицеров пятого отряда. Волей случая Рэндзи приходится послужить в одиннадцатом отряде, куда его отправляют в качестве наказания. Там он просит третьего офицера, Икакку Мадарамэ, научить его сражаться, чтобы превзойти своего капитана. Иккаку отдаёт дань уважения упорству Рэндзи и становится его наставником. После этих тренировок Рэндзи становится значительно сильнее и с тех пор, также как и Мадарамэ всегда перед началом поединка в знак уважения говорит противнику своё имя. Рэндзи — один из немногих, кому известно о том, что Мадарамэ достиг банкая.

### Внешность и характер
Характер у Рэндзи очень твёрдый. В любых ситуациях, он решителен и всегда надеется на хорошее. Контрастный капитану Кучики, вспыльчивый лейтенант, Рэндзи очень ценит дружбу и братское отношение.
Он может казаться дерзким и самодовольным, но он очень переживает по поводу своих крупных неудач и становится собранным и решительным, столкнувшись с серьёзными проблемами. Дух битвы, стремление любой ценой защитить то, что ему дорого и во что он верит, даже если придётся убить или умереть — это делает Рэндзи опасным для тех, кто стоит на его пути. Он во многих чертах похож на Ичиго Куросаки, в арке Зависимые их даже называют братьями. Ичиго сказал, что они двоюродные братья, но даже после этого шутки по поводу сходства не прекратились.
Всё тело Рэндзи покрыто чёрными татуировками. У него красные длинные волосы, которые собраны в хвост. В одной из серий Ичиго даже подарил Рэндзи футболку с надписью Красный Ананас, намекая на его причёску. Раньше он носил духовно-компускулярные очки, по которым вычислил Рукию, когда она была в человеческом теле. Его рост 188 см. После второго сражения с Ичиго, Рэндзи стал носить белую повязку на голове. Очки Рэндзи были разбиты. В филлерах аниме рассказывается, что он не может себе позволить купить последнюю модель, поэтому использует полотенце или бандану как временную замену. Однако он не перестаёт отслеживать новейшие модели в магазине очков под названием «Megane no Gintonbo». Его мечта — пара очков, сделанных по уникальному дизайну специально для него.
В новых главах манги он потерпел некоторые изменения: повязка на лбу стала тёмно-пурпурного цвета, также поменялась его причёска

### Боевые навыки
Поскольку Рэндзи в своё время служил в 11-м отряде, он имеет очень высокие навыки во владении мечом. Также Рэндзи, хоть и не идеально, владеет кидо. Его дзанпакто зовётся Дзабимару (яп. 蛇尾丸 Zabimaru, «Змеиный хвост»), команда освобождения: «Реви» (яп. 咆えろ хоэро). Дзанпакто разбивается на несколько звеньев и может быть использован как хлыст, при этом звенья разделяются и длина дзанпакто увеличивается в несколько раз, может многократно удлиняться за счёт раздвигающихся звеньев. Главная слабость — Рэндзи может нанести не более трёх ударов подряд, после чего звенья хлыста снова соединяются. В этот момент Рендзи крайне уязвим, поэтому на высоком уровне владеет сюмпо. Особая техника сикая называется Хига Зекко (яп. 狒牙絶咬 Higa Zekkō, «Укус сломанного клыка бабуина»). Она может быть применена, когда Дзабимару разломан на куски, при этом не более одного раза. Вонзив рукоять и остаток лезвия в землю, Рэндзи поднимает отдельные сегменты в воздух своей духовной силой и направляет их в одну точку. По словам Рэндзи, эта техника неприятна для Дзабимару.
Рэндзи — третий среди проводников душ ниже ранга капитана (на момент начала повествования), кто владеет банкаем (первые два — это Тёдзиро Сасабибэ и Икакку Мадарамэ). В банкае внешность Рэндзи немного меняется: на его плечах появляется светло-бордовая шерстяная накидка с черепом на левом плече. Его несовершенный банкай зовётся Хихио Дзабимару (яп. 狒狒王蛇尾丸 Hihiō Zabimaru, «Змеиный хвост короля бабуинов») и представляет собой огромную костяную змею, состоящую из множества звеньев. Их скрепляет духовная сила Рендзи, он может отделять и переставлять их как хочет. Поэтому разорвать или разрезать змею невозможно. В банкае он также может использовать технику Хига Зекко, причём после использования меч собирается вновь. Ещё одна из основных способностей Хихио Дзабимару — Хикоцу Тайхо (яп. 狒骨大砲 Hikotsu Taihō, «Костяная пушка бабуина») — представляет собой распад банкая на отдельные звенья, после чего из пасти змея вырывается огромное количество духовной энергии. Настоящий, полный банкай Рэндзи называется Соо Дзабимару (яп. 双王蛇尾丸 Sōō Zabimaru, «Змеиный хвост двуликого короля»). В этом банкае у Рэндзи над левой рукой появляется огромный панцирь, который по команде Хихио (яп. 狒狒王 Hihiō, «Король бабуинов») превращается в огромную обезьянью лапу, обладающая повышенной хватательной силой и способной атаковать на больших дистанциях. Во второй руке у Рендзи меч с эфесом в виде костяного черепа змеи, меч способен менять форму по команде Оротио (яп. オロチ王 Orochiō, «Великий змеиный король»), при этом у меча появляется длинный хвост из секций, похожий и на хлыст, и на Хихио Дзабимару. Аналогом кидо-типной атаки Хикоцу Тайхо выступает атака Соо Дзабимару, Зага Теппо (яп. 双王蛇尾丸蛇牙鉄炮 Sōō Zabimaru, Zaga Teppō, «Пушка змеиного клыка»). При её использовании из духовной силы сначала формируется изображение челюсти, которая затем превращается в змеиный череп и вонзает во врага свои клыки. Атака способна сжечь противника дотла.
В материализованой форме Дзабимару выглядит как обезьяна с хвостом в виде змеи. Однако в филлере «Материализация дзанпакто» Дзабимару предстаёт в виде человекоподобной обезьяны со змеёй-мальчишкой, соединённых цепью.
В новых главах манги показывается, что его сила сильно возросла; это показано тем что победу над Джеки он получает одним ударом. Теперь он уже равняется не на Бякую Кучики, а на Соскэ Айдзэна. В финальной арке «Тысячелетняя кровавая война» сила претерпевает существенные изменения из-за тренировки в казармах нулевого отряда. Рэндзи многократно усиливает свой уровень рэяцу, силу сикая и узнаёт настоящее имя своего банкая. Обновлённую силу он продемонстрировал, без труда победив сильного Штернриттера Маска де Маскулина.

## Отзывы и критика
Рэндзи, как правило, занимал высокие строчки в рейтингах персонажей, которые подсчитываются журналом «Shonen Jump». В первом опросе он стал третьим по популярности персонажем, а согласно опросу, проведённому осенью 2006 года, занял четвёртую позицию. Однако с появлением новых персонажей, таких как Улькиорра Сифер и Гриммджо Джагерджак, Рэндзи стал терять популярность и не попал в первую десятку.
Несколько интернет-порталов, посвящённых манге и аниме, опубликовали рецензии, содержавшие критику персонажа. Рецензент IGN назвал появление Рэндзи в аниме «стильным» и добавил, что короткая битва между ним и Ичиго была «сделана неплохо». Он также отметил, что персонаж заинтересовал его как зрителя, и хотелось бы увидеть его в дальнейшем. Согласно IGN, «упорное желание Рэндзи спасти Рукию вызывает восхищение; оно делает его по-настоящему привлекательным персонажем». Другой обозреватель того же сайта пишет, комментируя конец сюжетной арки в Сообществе душ, что герой совершенно изменился со времени первой битвы с Ичиго; он «по-прежнему самоуверен, но нам, по крайней мере, показали, что и у него есть слабости».